# Anton Nepustil
Anton Nepustil (* 22. Mai 1876 in Wien; † 6. November 1944 ebenda) war ein österreichischer Tierarzt und Politiker der Christlichsozialen Partei Österreichs. Nepustil war Abgeordneter zum Niederösterreichischen Landtag und Landesrat in der Niederösterreichischen Landesregierung.
Nepustil besuchte nach der Volksschule ein Gymnasium und studierte an der veterinärmedizinischen Hochschule in Wien. Er war ab 1897 Mitglied der katholischen Studentenverbindungen KÖStV Austria Wien und wurde später noch Mitglied der KÖHV Rugia Wien. Er war ab 1900 als Tierarzt in Wien tätig und promovierte 1917 zum Dr. med. vet. Seinen Militärdienst leistete Nepustil von 1900 bis 1901 als Einjährig-Freiwilliger ab, danach trat er Ende 1901 in den Dienst der Stadt Wien. 1904 legte er die Physikatsprüfung ab. 
Nepustil war dem Arbeitnehmerflügel der Christlichsozialen zuzurechnen und errang 1909 in der Stichwahl gegen einen anderen christlichsozialen Kandidaten, der dem Parteiestablishment nahestand, ein Landtagsmandat. Er war zudem Armenrat des Bezirkes Neubau, Mitglied der Einkommensteuer-Berufungskommission und Mitglied des Verwaltungsausschusses in der Trennungsperiode Wiens von Niederösterreich. Zwischen dem 11. Februar 1909 und dem 8. Jänner 1915 gehörte er als Vertreter der Christlichsozialen Partei als Abgeordneter der Allgemeinen Wählerklasse (Wahlkreis Wien VII.) dem Landtag an. Er war danach erneut vom 5. November 1918 bis zum 4. Mai 1919 Abgeordneter zum Provisorischen Landtag von Niederösterreich und war danach vom 20. Mai 1919 bis zum 11. Mai 1921 Abgeordneter des ersten regulären Landtags von Niederösterreich in der 1. Republik, wobei er im Zuge der Loslösung Wiens ab dem  10. November 1920 der Kurie Wien angehörte und ab 30. Dezember 1920 Wiener Delegierter war. Vom 20. Mai 1919 bis zum 10. November 1920 war er zudem Landesrat in der Niederösterreichischen Landesregierung.